# 諾威奇鎮區 (密歇根州)
諾威奇鎮區（英語：Norwich Township）是位於美國密歇根州米索基縣的一個行政鎮區。

## 地方資料
諾威奇鎮區的面積為188.03平方千米，當中陸地面積為186.27平方千米，而水域面積為1.76平方千米。根據2020年美國人口普查的數據，當地共有人口631人，而人口密度為每平方千米3.36人。